# Hermann Müller (lekkoatleta)
Hermann Müller (ur. 18 kwietnia 1885 w Berlinie, zm. 19 stycznia 1947 tamże) – niemiecki lekkoatleta, chodziarz.

## Kariera sportowa
Uczestnik Olimpiady Letniej w Atenach (1906). Zdobył srebrny medal w chodzie na 3000 metrów z czasem 15:20,0, nie ukończył biegu na 5 mil, a w maratonie zajął 9. miejsce z czasem 3:21:00,0.
Trzykrotny rekordzista świata (na wszystkich dystansach był pierwszym rekordzistą w historii):
- 1:38:43 w chodzie na 20 kilometrów[a] (4 października 1911, Berlin), wynik ten poprawił w 1913 Emile Anthoine[1].
- 4:40:15 w chodzie na 50 kilometrów[a] (7 września 1921, Monachium), wynik ten poprawił w 1924 Karl Hähnel[1].
- 2:37:18,2+ w chodzie na 30 000 metrów (11 września 1921, Monachium), wynik ten poprawił w 1941 Hermann Schmidt[2].

W 1921 Müller zdobył mistrzostwo kraju w chodzie na 50 kilometrów.

## Rekordy życiowe
- Chód na 3000 metrów – 12:37,6 (1911)